# Bābā Monīr
Bābā Monīr (persiska: بابمنير, با منير, بابا منير) är en ort i Iran.   Den ligger i provinsen Bushehr, i den centrala delen av landet, 800 km söder om huvudstaden Teheran. Bābā Monīr ligger 24 meter över havet och antalet invånare är 430.
Terrängen runt Bābā Monīr är platt västerut, men österut är den kuperad.Runt Bābā Monīr är det glesbefolkat, med 15 invånare per kvadratkilometer. Närmaste större samhälle är Kākī, 9,6 km söder om Bābā Monīr. Trakten runt Bābā Monīr är ofruktbar med lite eller ingen växtlighet.